# Погоняйло, Гарри Петрович
Гарри Петрович Погоняйло (бел. Гары Паганяйла; род. 14 октября 1943, Плесецк, Архангельская область) — белорусский юрист и правозащитник.

## Биография
Сын Лидии Погоняйло, репрессированной в СССР как жена врага народа. Родился во время пребывания матери в лагере, с трёхлетнего возраста воспитывался в детских домах.
После завершения среднего образования воссоединился с матерью, реабилитированной и получившей квартиру в Минске. Работал на заводе, служил по призыву в армии, после чего в 1969 году окончил юридический факультет Белорусского государственного университета. В студенческие годы занимался греко-римской борьбой, входил в состав молодёжной сборной Белорусской ССР.
После получения диплома в течение года стажировался в Могилёвской городской юридической консультации, затем в 1970—1971 гг. заведовал юридической консультацией в городе Костюковичи.
В 1971 г. занял должность судьи Быховского районного суда Могилёвской области.
В 1979—1989 гг. заведующий отделом адвокатуры министерства юстиции БССР. Много лет состоял в КПСС, был заместителем секретаря парторганизации Минюста БССР по идеологии.
С 1989 г. вёл адвокатскую практику, был президентом Союза адвокатов Беларуси. Участвовал в ряде резонансных дел, защищая, в частности, поэта Славомира Адамовича, бывшего председателя Национального банка Беларуси Тамару Винникову, журналистов телеканала ОРТ Павла Шеремета и Дмитрия Завадского.
В 1997 году Погоняйло вошёл в число ста белорусских гражданских деятелей, первыми подписавших Хартию’97.
В 1998 году адвокатская лицензия Погоняйло была отозвана, и в том же году занимает должность заместителя председателя Белорусского Хельсинкского комитета.
30 сентября 2020 года Светлана Тихановская назначила его представителем по правам человека альтернативного Кабмина.

## Семья
Мать — Лидия Филипповна Погоняйло.
Отец — Петр Николаевич Сафронов.
С 1973 года женат на Белецкой Зинаиде Григорьевне, есть сын и дочка, четыре внучки и правнук.